# 이마바리정
이마바리정(今治町)은 에히메현 오치군에 설치되었던 정이다. 현재의 이마바리시 중심부에 해당한다.